# Françoise Carton de Wiart
Pour les articles homonymes, voir Carton et Wiart.
Pour les autres membres de la famille, voir Famille Carton de Wiart.
Françoise Carton de Wiart, née le 29 mai 1947 à Bruxelles, est une femme politique belge bruxelloise, membre de DéFI.

## Biographie
Elle est agrégée de l’enseignement secondaire inférieur, graduée en droit de l’environnement et licenciée en sociologie. 
Elle est conseillère communale et de police à Etterbeek et ancienne administratrice déléguée du Foyer etterbeekois.

## Carrière politique
- 1989-1999 : députée bruxelloise
- 1995-1999 : députée de la Communauté française[2]
- 1994- : Conseillère communale à Etterbeek